# Reinhard Scheibe

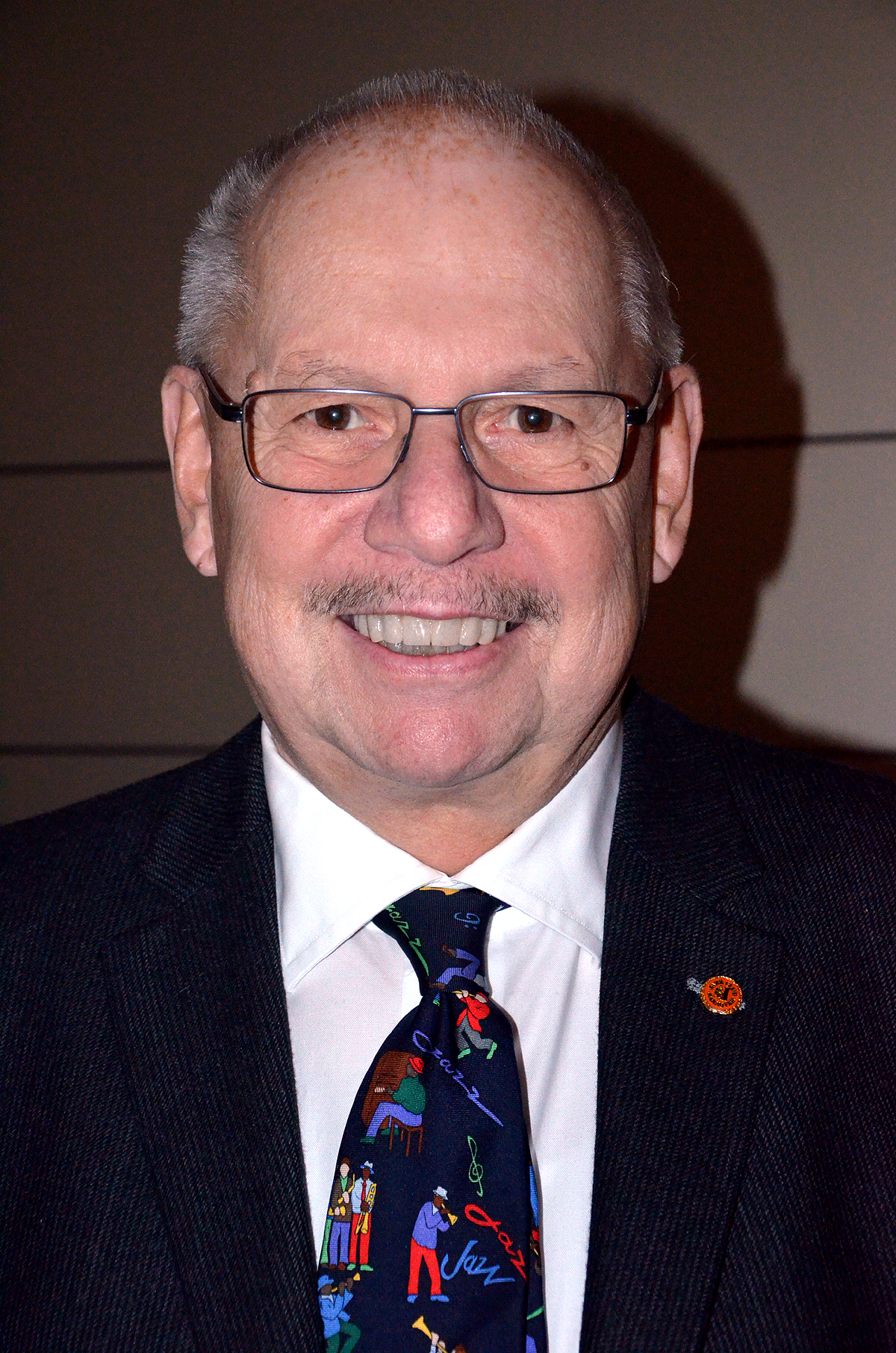
Reinhard Scheibe als Laudator 2013 bei den Feierlichkeiten zu dem vom Freundeskreis Hannover verliehenen Stadtkulturpreises Hannover

Reinhard Scheibe (* 29. April 1943 in Reichenbach, Schlesien) ist ein deutscher Politiker (SPD). Er war unter anderem Mitglied des Niedersächsischen Landtages und Staatssekretär.

## Leben
Geboren im April 1943 in Schlesien mitten im Zweiten Weltkrieg, kam Reinhard Scheibe erst im Jahr 1958 in die damalige Bundesrepublik Deutschland. Er besuchte Schulen in Laasphe und Espelkamp bis zum Erwerb der Hochschulreife im Jahr 1964. Anschließend leistete er bis 1966 den Wehrdienst bei der Bundeswehr; erst danach wurde er als Kriegsdienstverweigerer anerkannt.
Scheibe studierte in Hannover an der dortigen Pädagogischen Hochschule und engagierte sich als AStA-Vorsitzender in der studentischen Selbstverwaltung.
In die SPD trat Reinhard Scheibe noch während seines Studiums im Jahr 1967 ein. Er übernahm für diese Partei diverse Ehrenämter, wurde beispielsweise Vorsitzender des Ortsvereins von Wennigsen (Deister). Das Lehramtsexamen in den Fächern Pädagogik, Geschichte und Soziologie absolvierte er 1969.
In den Jahren 1970 bis 1974 wirkte Scheibe als parlamentarischer Referent der Landtagsfraktion der niedersächsischen SPD, von 1974 bis 1990 dann als Geschäftsführer der SPD-Fraktion. In den Jahren 1972 bis 1977 wirkte er zudem als gewählter Rat der Gemeinde Wennigsen. Zeitweilig parallel zu seinen Tätigkeiten engagierte er sich in der Aufsicht des öffentlich-rechtlichen Rundfunks: Von 1975 bis 1990 war er Mitglied des Rundfunkrates beim Norddeutschen Rundfunk. Zudem war Scheibe während der 9. und 10. Wahlperiode vom 21. Juni 1978 bis 20. Juni 1986 Mitglied des Niedersächsischen Landtages.
Mit der Wahl von Gerhard Schröder zum Niedersächsischen Ministerpräsidenten im Sommer 1990 wechselte Reinhard Scheibe in die Niedersächsische Staatskanzlei und wurde deren Leiter in der Funktion eines Staatssekretärs. Im Herbst 1991 wurde er als Beamter beurlaubt und wechselte in die Geschäftsführung der Toto-Lotto Niedersachsen GmbH.
Ab dem Jahr 1992 war Scheibe Mitglied des ZDF-Fernsehrats und wurde am 1. Juli 2002 in den ZDF-Verwaltungsrat gewählt. Dort wechselte er im nächsten Jahrzehnt zwischen dem Vorsitz des Investitionsausschusses sowie des Finanzausschusses. Den ZDF-Leitungsgremien gehört Scheibe nicht mehr an.

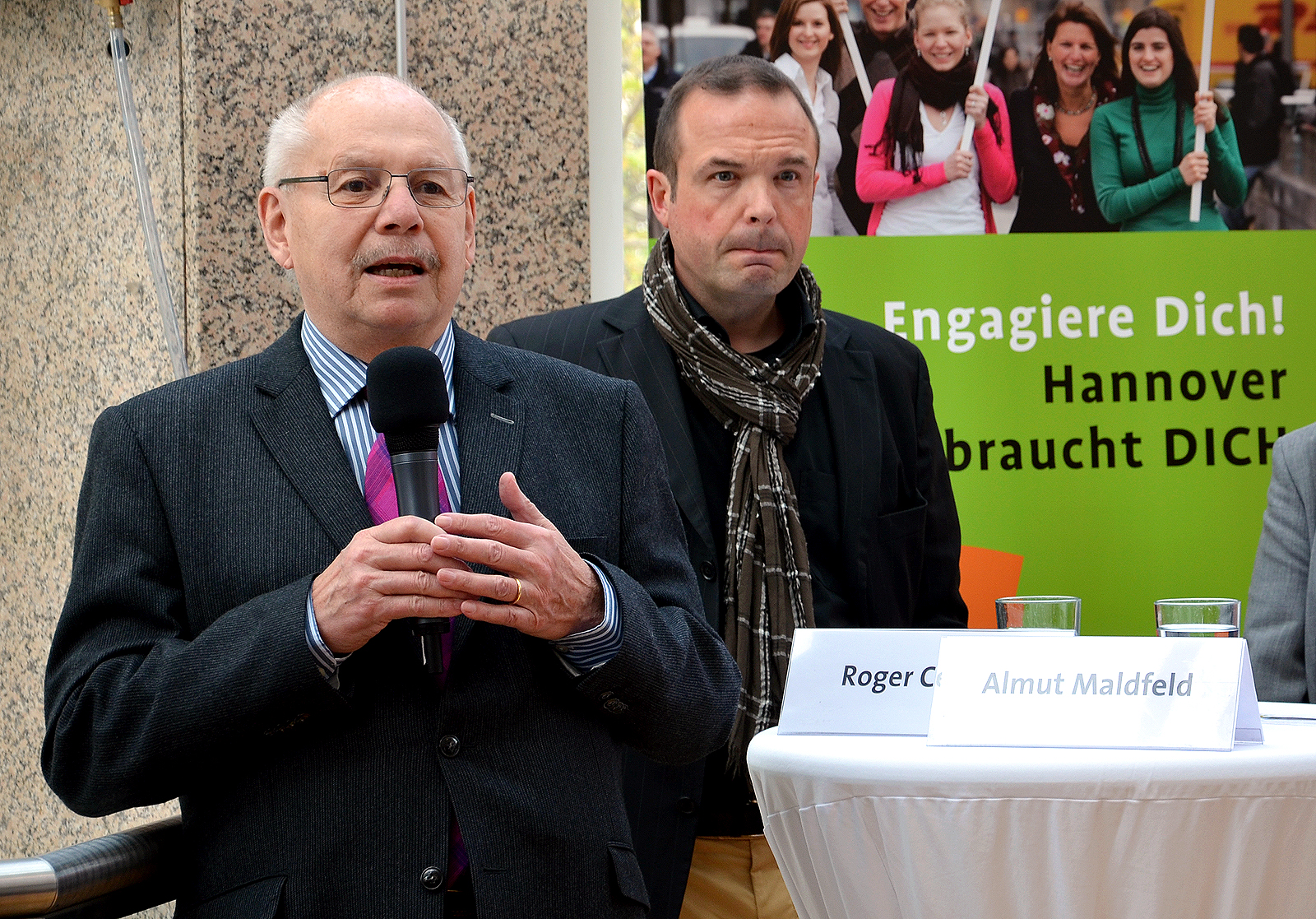
Reinhard Scheibe (links) mit Roger Cericius vom Freundeskreis Hannover 2014 im Freiwilligenzentrum Hannover

Zudem war und ist Reinhard Scheibe in zahlreichen Organisationen, Positionen und Ehrenämtern engagiert. Er war Mitglied der Gewerkschaft Erziehung und Wissenschaft, der Humanistischen Union sowie der Arbeiterwohlfahrt, ist Mitglied von Hannover 96, im Kunstverein Hannover, bei den Freunden des Sprengelmuseums sowie – von Anfang an – im Kuratorium vom Freundeskreis Hannover.
Aktuell (Stand: Juni 2016) ist Reinhard Scheibe im Vorstand vom Freiwilligenzentrum Hannover. Vorsitzender im Kirchenvorstand der hannoverschen Marktkirche sowie Vorsitzender des Trägervereins der Galerie „Vom Zufall und vom Glück“ im Gebäude der Städtischen Galerie KUBUS.
Am 16. Juni 2016 wurde das ehrenamtliche Engagement von Reinhard Scheibe durch Oberbürgermeister Stefan Schostok im Neuen Rathaus von Hannover mit der Verleihung der Stadtplakette Hannover gewürdigt.

## Privates
Reinhard Scheibe ist verheiratet und hat ein Kind.

## Schriften
- Reinhard Scheibe (Verantw.): Privatisierung in Niedersachsen. Mehr Freiheit durch Rückkehr zum Nachtwächterstaat? Beiträge der SPD-Landtagsfraktion gegen die Privatisierungskampagne der niedersächsischen Landesregierung (= Themen, Thesen, Argumente, Heft 8), 3. Auflage, Hrsg.: Niedersachsen. Landtag. Fraktion der Sozialdemokratischen Partei Deutschlands, Hannover: SPD-Fraktion im Niedersächsischen Landtag, 1981
- Reinhard Scheibe (Verantw.): Orientierungsstufe. Eine Reform und ihre Gegner. SPD-Landtagsfraktion, 30 Seiten, 1. Auflage, Hrsg.: Niedersachsen. Landtag. Fraktion der Sozialdemokratischen Partei Deutschlands, Hannover: SPD-Landtagsfraktion, 1988
- Lienhard von Monkiewitsch, Reinhard Scheibe, Giso Westing (Hrsg.): Ludwig Zerull. Vermittler, Gestalter, Chronist, Bonvivant, Gesamtherstellung: ArtnetworX GmbH, Hannover, 2012